# ترافيس كوفمان
ترافيس كوفمان (بالإنجليزية: Travis Kauffman)‏ مواليد 21 أغسطس 1985 في بنسيلفانيا، الولايات المتحدة، هو ملاكم محترف أمريكي.

## المسيرة الاحترافية
من نزالاته:
- انتصر على كليف كوسر بالضربة القاضية (07-02-2009).

## إحصائيات
خاض خلال مسيرته 33 نزالا، فاز في 31 وخسر في 1. فاز بالضربة القاضية في 23 نزالا.

## روابط خارجية
- ترافيس كوفمان على موقع بوكس ريك (الإنجليزية) (registration required)